# Stazione di Assisi
Stazione di Assisi vasútállomás Olaszországban, Umbria régióban, Assisi településen.

## Vasútvonalak
Az állomást az alábbi vasútvonalak érintik:
- Foligno-Terontola-vasútvonal

## Kapcsolódó állomások
A vasútállomáshoz az alábbi állomások vannak a legközelebb: 
- Stazione di Bastia
- Stazione di Cannara